# 初音ミク Project mirai こんぷり〜と
『初音ミク Project mirai こんぷり～と  』(はつねみく・プロジェクト・ミライ・こんぷり～と)は、2015年9月2日に発売。

## 説明
- ニンテンドー3DSソフト「初音ミク Project mirai でらっくす」に収録曲を中心とした曲を収録。(SING&SMILE・マトリョシカ・No Logicは未収録。)
- 5CD+1Blu-ray Discを収録。

## 収録曲
Disc 1 
1. ゆめゆめ feat. 初音ミク
2. ドレミファロンド feat. 初音ミク
3. 逆さまレインボー feat. 初音ミク・鏡音リン
4. 子猫のパヤパヤ feat. 初音ミク・MEIKO
5. ハロ/ハワユ feat. 初音ミク
6. ココロ feat. 鏡音リン
7. PIANO*GIRL feat. 初音ミク
8. ハッピーシンセサイザ feat. 巡音ルカ・GUMI
9. ロミオとシンデレラ feat. 初音ミク
10. LOL -lots of laugh- feat. 初音ミク
11. 千本桜 feat. 初音ミク
12. 悪ノ娘 feat. 鏡音リン
13. 悪ノ召使 feat. 鏡音レン
14. 逆さまレインボー (鏡音レンボーカル Ver.)
15. 逆さまレインボー (巡音ルカボーカル Ver.)
16. ロミオとシンデレラ (鏡音リンボーカル Ver.)

17. ロミオとシンデレラ (巡音ルカボーカルVer.)
 Disc 2 
1. ファインダー (DSLR Remix Re-edit)  feat. 初音ミク
2. スイートマジック feat. 鏡音リン
3. 深海少女 feat. 初音ミク
4. どうぶつ占い feat. 初音ミク
5. テレカクシ思春期
6. ワールドイズマイン
7. アマツキツネ
8. アゲアゲアゲイン feat. 初音ミク
9. クローバー.クラブ
10. スノーマン feat. KAITO
11. インビジブル
12. 骸骨楽団とリリア feat. 初音ミク
13. ありふれたせかいせいふく
14. どうぶつ占い (鏡音リンボーカル Ver.)
15. どうぶつ占い (巡音ルカボーカル Ver.)
16. どうぶつ占い (MEIKOボーカル Ver.)
17. テレカクシ思春期 (KAITOボーカル Ver.)
18. スノーマン (鏡音レンボーカル Ver.)

 Disc 3 
1. エレクトリック.ラブ
2. メランコリック feat. 鏡音リン
3. いーあるふぁんくらぶ
4. えれくとりっく.えんじぇぅ
5. インタビュア feat. 巡音ルカ
6. トリコロール・エア・ライン
7. ピアノxフォルテxスキャンダル feat. MEIKO
8. 君の体温
9. glow feat. 初音ミク
10. トリコロール・エア・ライン (鏡音リンボーカル Ver.)
11. トリコロール・エア・ライン (巡音ルカボーカル Ver.)
12. トリコロール・エア・ライン (MEIKOボーカル Ver.)
13. ピアノxフォルテxスキャンダル (初音ミクボーカル Ver.)
14. ピアノxフォルテxスキャンダル (鏡音リンボーカル Ver.)
15. ピアノxフォルテxスキャンダル (KAITOボーカル Ver.)
16. インタビュア (初音ミクボーカル Ver.)
17. えれくとりっく・えんじぇぅ (鏡音リンボーカル Ver.)
18. えれくとりっく・えんじぇぅ (巡音ルカボーカル Ver.)

  Disc 4 
1. はじめまして地球人さん
2. 1/6 -out the gravity-
3. 妄想スケッチ feat. 初音ミク
4. 1925 feat. 初音ミク
5. サンドリヨン
6. アドレサンス
7. On the rocks feat. KAITO・MEIKO
8. * ハロー・プラネット feat. 初音ミク
9. 私の時間
10. shake it!
11. 妄想スケッチ (鏡音リンボーカル Ver.)
12. 1925 (鏡音リンボーカル Ver.)
13. 1925 (鏡音レンボーカル Ver.)
14. 1925 (巡音ルカボーカル Ver.)
15. 1925 (KAITOボーカル Ver.)
16. 1925 (MEIKOボーカル Ver.)
17. 私の時間 (鏡音リンボーカル Ver.)
18. 私の時間 (鏡音レンボーカル Ver.)

 Disc 5 
1. MIRAI
2. DJ
3. LOUNGE
4. NATURE
5. AQUA
6. WA
7. キュート
8. フューチャー
9. ナチュラル
10. ミヤビ
11. ゆめゆめ
12. ペントハウス
13. コテージ
14. Sunday Morning
15. Crux
16. ALPHA and OMEGA
17. もきゅもきゅ
18. Walk,step,Happy
19. 朱
20. バカンス
21. ゆめゆめ (GAME Ver.)
22. アゲアゲアゲイン (GAME Ver.)
23. はじめまして地球人さん (GAME Ver.)
24. はじめまして地球人さん (8bit Ver.)

 Blu-ray Disc 
1. Project mirai OP ムービー
2. Project mirai 2 OP ムービー
3. Project mirai でらっくす OP ムービー
4. ゆめゆめ (ミュージックビデオ)
5. アゲアゲアゲイン (ミュージックビデオ)
6. はじめまして地球人さん (ミュージックビデオ)
7. ゆめゆめ (Game ver.)
8. アゲアゲアゲイン (Game ver.)
9. はじめまして地球人さん (Game ver.)
10. ミクダヨーがゆめゆめを踊ってみた
11. ミクダヨーがアゲアゲアゲインを踊ってみた
12. ミクダヨーがはじめまして地球人さんを踊ってみた
13. でじたるぎゃらりー (おまけ)